# Teixidor becgròs
El teixidor becgròs (Amblyospiza albifrons) és un ocell de la família dels ploceids (Ploceidae). i única espècie del gènere Amblyospiza Sundevall, 1850.

## Hàbitat i distribució
Habita praderies espesses a prop de l'aigua de l'Àfrica subsahariana.